# Jiquimillas
Jiquimillas är en ort i Mexiko.   Den ligger i kommunen Tlacoachistlahuaca och delstaten Guerrero, i den sydöstra delen av landet, 290 km söder om huvudstaden Mexico City. Jiquimillas ligger 523 meter över havet och antalet invånare är 251.
Terrängen runt Jiquimillas är huvudsakligen kuperad, men norrut är den bergig. Runt Jiquimillas är det ganska glesbefolkat, med 31 invånare per kvadratkilometer. Närmaste större samhälle är Tlacoachistlahuaca, 10,7 km söder om Jiquimillas. Omgivningarna runt Jiquimillas är huvudsakligen savann.